# Belgiens Grand Prix 2002
Belgiens Grand Prix 2002 var det fjortonde av 17 lopp ingående i formel 1-VM 2002.

## Resultat
1. Michael Schumacher, Ferrari, 10 poäng
2. Rubens Barrichello, Ferrari, 6
3. Juan Pablo Montoya, Williams-BMW, 4
4. David Coulthard, McLaren-Mercedes, 3
5. Ralf Schumacher, Williams-BMW, 2
6. Eddie Irvine, Jaguar-Cosworth, 1
7. Mika Salo, Toyota
8. Jacques Villeneuve, BAR-Honda
9. Allan McNish, Toyota
10. Nick Heidfeld, Sauber-Petronas
11. Takuma Sato, Jordan-Honda
12. Olivier Panis, BAR-Honda (varv 39, motor)

### Förare som bröt loppet
- Giancarlo Fisichella, Jordan-Honda (varv 38, motor)
- Pedro de la Rosa, Jaguar-Cosworth (37, upphängning)
- Felipe Massa, Sauber-Petronas (37, motor)
- Kimi Räikkönen, McLaren-Mercedes (35, motor)
- Jarno Trulli, Renault (35, motor)
- Anthony Davidson, Minardi-Asiatech (17, snurrade av)
- Jenson Button, Renault (10, motor)
- Mark Webber, Minardi-Asiatech (4, växellåda)